# ジェームズ・ブルック

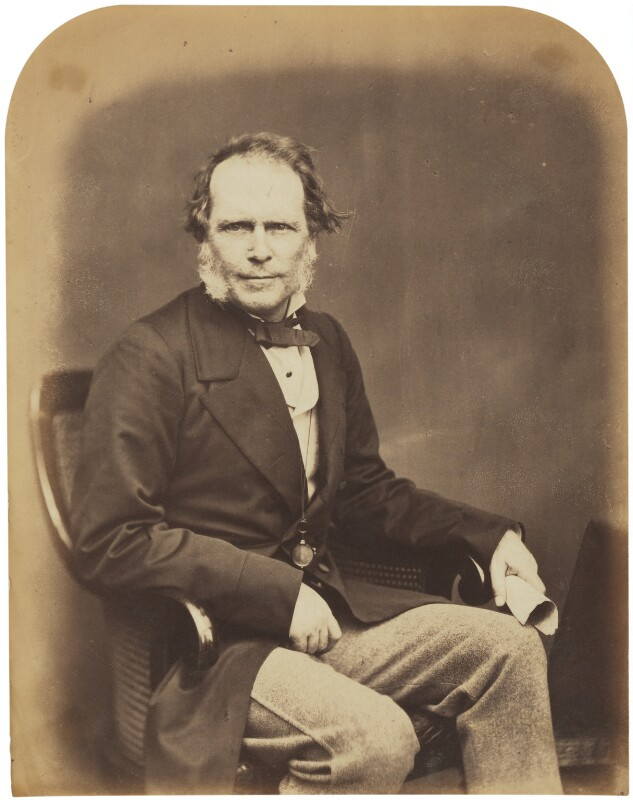
ハーバート・ワトキンス（Herbert Watkins）による肖像写真、1850年代後半。

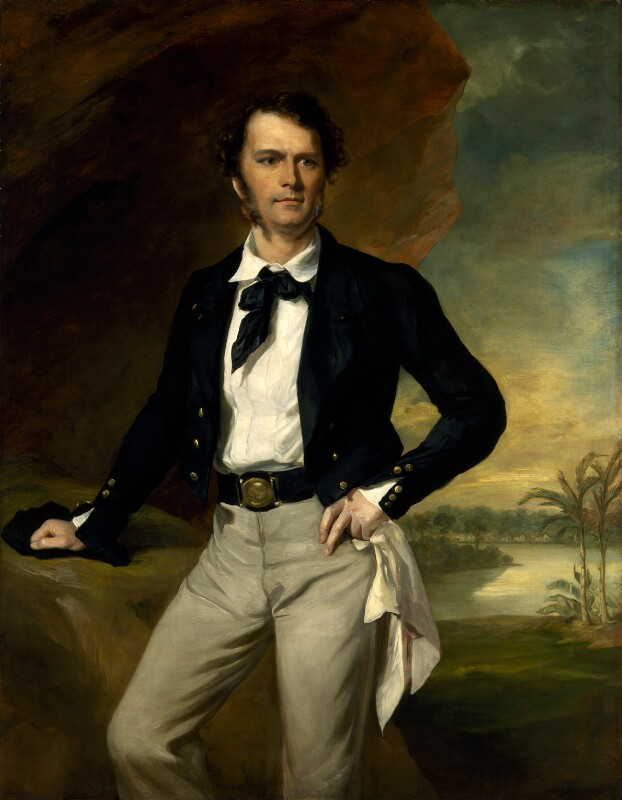
フランシス・グラントによる肖像画、1847年。

サー・ジェームズ・ブルック（Sir James Brooke KCB、1803年4月29日 - 1868年6月11日）は、イギリスの探検家。ボルネオ島北部に存在した白人王国「サラワク王国」の初代ラージャ（藩王）（在位1841年 - 1868年）。イギリスでは帝国主義を体現する代表的な人物として知られている。

## 生涯
インドのベナレスのイギリス人居留地で裁判官の子として生まれた。12歳で本国の学校に入学するが問題児だったうえに15歳の時に寄宿舎から脱走して放校処分になった。
1819年にイギリス東インド会社の軍隊に入隊し、中尉まで昇進したが不まじめな勤務ぶりだった。そして1825年に従軍していた第一次ビルマ戦争で大ケガをしたために帰国して自宅療養をすることとなった。この間に東南アジアに関心を持ち貿易に手を出すようになった。尚、戦闘中のケガについては、肺を撃たれた説や生殖器を撃たれた説、同性愛を隠すための虚偽の可能性などがあり、真偽不明である。

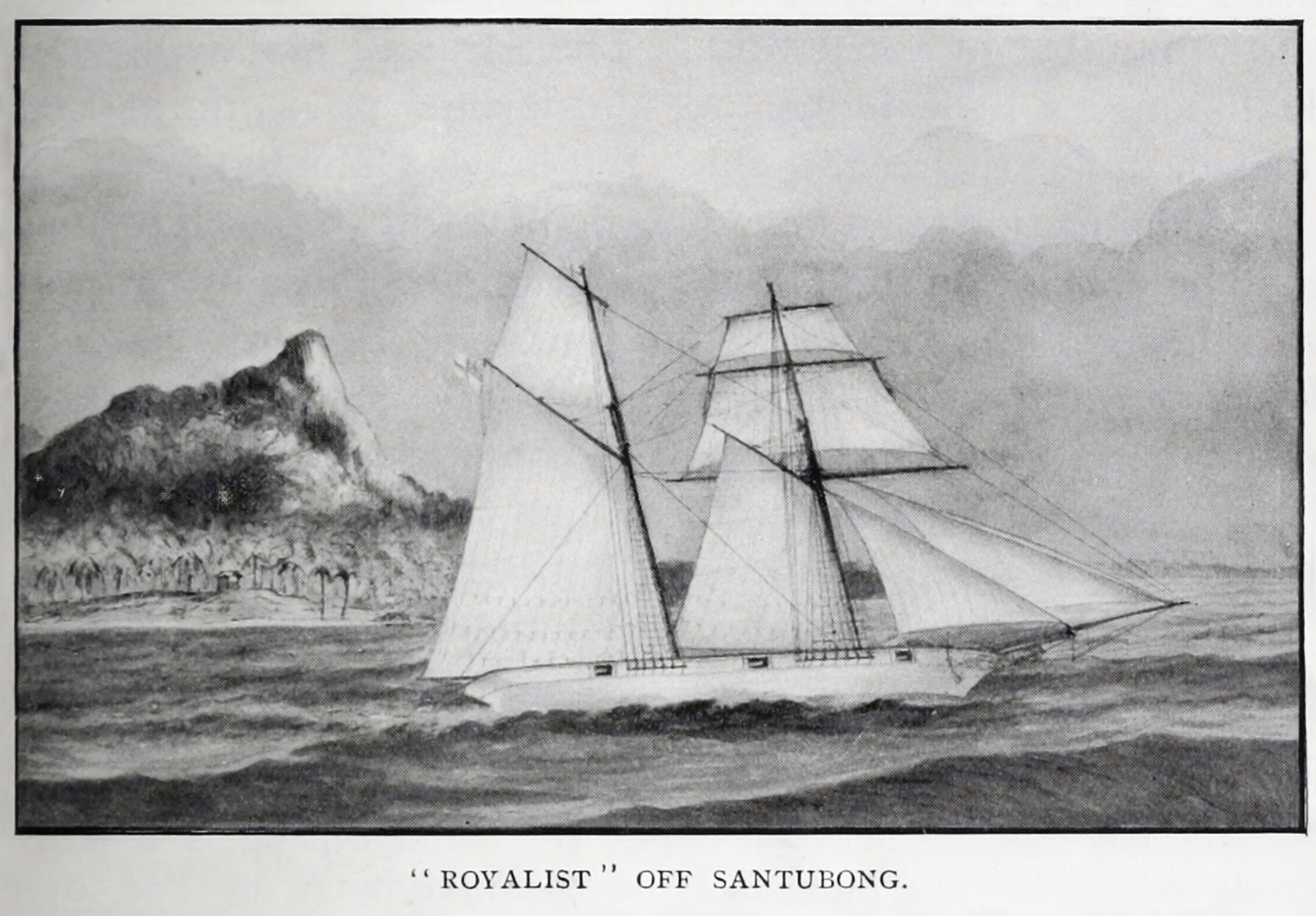
ロイヤリスト号

1835年に父親が亡くなると遺産を相続した。この遺産で1838年に船ロイヤリスト号を購入し、シンガポールに向けて出航した。到着後、当時サラワクの統治者だったブルネイの王族への友好使節となるよう政府に依頼され引き受けた。1839年にサラワクのクチンに着くと歓迎され彼から原住民の反乱の鎮圧を依頼された（この王族は荒事に弱かったために早くこの地を平定してブルネイに帰りたがっていた）。この時は断ったが1840年には引き受け、対立する部族同士を競わせて鎮圧した。1842年にブルックは、ブルネイのスルタンのもとに直接おもむき、彼を大英帝国の代理人と勘違いしたスルタンから正式にラージャ（藩王）に任じられ、「白人王」（ホワイト・ラージャ）の称号を与えられた。その後海賊退治に乗り出し、1846年にブルネイ王国の首都ブルネイを攻撃し、王国による海賊援助をやめさせ、さらにブルネイから独立したブルック王国を建国した。また1847年には母国イギリスへ凱旋帰国して熱烈な歓迎を受けヴィクトリア女王とも謁見した。1847年7月23日に在ボルネオイギリス公使、11月27日にラブアン総督に任命された。翌1848年、王立地理学会はボルネオ探険の功績によりブルックに金メダル（創立者メダル）を授与した。1848年4月27日、バス勲章ナイト・コマンダーを授与された。
しかし、道楽息子が異国の地で王に登り詰めたことに本国から疑念の声が上がり、1847年に原住民との海戦で敵に多くの死者を出したことから、先住民を虐殺した疑いをかけられて、本国からこれまでとは一転して非難を受けるようになった。シンガポールの審問会に出席を強要され、1854年にようやく無罪の判決がでたもののイメージが台無しになった。また1851年には中国人反乱が起こり、1856年にラブアン総督を辞任した。このストレスや天然痘にかかったことにより衰弱し、1858年に帰国してダートムーアに家を購入して隠居生活にはいった（とはいえサラワクの様子には気を使い二度ほど戻っている）。1866年に発作をおこして倒れると、後継者に甥（姉の子）のチャールズ・ブルックを指名し、その2年後に死去した。
同性愛者だったと言われ、国王時代に、バデゥルディーンという名前の現地領主の兄弟に惚れ込み、その苦しい胸の内を長々と日記に綴っているが、バデゥルディーンはその後、サラワク王国の財政不安に端を発した中国人の反乱で死亡している。

## 関連文献
- 生田滋「ブルック」『改訂新版 世界大百科事典』平凡社。
- 「ブルック」『ブリタニカ国際大百科事典 小項目事典』。

| 爵位・家督 | 爵位・家督                   | 爵位・家督                          |
| ---------- | ---------------------------- | ----------------------------------- |
| 新設 建国  | サラワク藩王 1841年 - 1868年 | 次代 チャールズ・ブルック           |
| 官職       |                              |                                     |
| 新設官職   | ラブアン総督 1848年 – 1856年 | 次代 ジョージ・ウォレン・エドワーズ |